# Shut Up and Drive
Shut Up and Drive è un brano musicale della cantante barbadiana Rihanna, estratto come secondo singolo dal suo terzo album Good Girl Gone Bad. Il singolo è stato pubblicato il 12 giugno 2007 negli Stati Uniti, il 27 agosto nel Regno Unito e il 28 settembre nel resto dell'Europa.
Nel 2012 questo brano è stato inserito nella colonna sonora per il film di animazione Disney Ralph Spaccatutto.

## Descrizione
Il brano è stato scritto da Carl Sturken e Evan Rogers per il terzo album della cantante. La canzone, ispirata notevolmente a Blue Monday dei New Order usa parole riferite alle automobili per una persona che offre se stessa sessualmente. Il singolo è stato realizzato nel Nord America nel giugno del 2007 e ha debuttato alla posizione numero 88 della classifica Billboard Hot 100, raggiungendo però la posizione numero 15. È stato poi pubblicato a luglio dello stesso anno in Inghilterra e il 26 settembre è stato pubblicato nel resto dell'Europa. La canzone è stata inoltre interpretata dalla cantante durante li MTV Video Music Awards 2007 insieme ai Fall Out Boys. Questo brano è stato anche la theme song ufficiale della NASCAR on ESPN.

## Critiche
Il brano ha ricevuto recensioni contrastanti dai giornalisti musicali. Bill Lamb da About.com ha affermato che ci sono brani migliori nell'album Good Girl Gone Bad ma che Shut Up and Drive incarna "lo spirito dell'estate come anche la prima hit di Rihanna Pon de Replay". Lamb ha anche dichiarato che "le parole sono una bella gaffe, e la voce ha ora la qualità familiare leggera e sottile comune a molti successi di Rihanna. Però come per tutte le celebri automobili da corsa la forma e la velocità di Shut Up and Drive ti fanno cedere nonostante le imperfezioni del modello". Quentin B. Huff da PopMatters ha dichiarato che Shut Up and Drive è una copia più smaliziata di Freeway of Love di Aretha Franklin e Speed Damon di Michael Jackson. Ha anche affermato che il brano starebbe comodamente nel primo album di Gwen Stefani. Sal Cinquemani da Slant Magazine ha dichiarato che il brano non è all'altezza del suo spiritoso titolo, e Rodney Dugue dal The Village Voice l'ha definito nel contempo "ridicolo e sfizioso sessualmente". Andy Kellman da AllMusic ha alluso al brano come a una "proposta imminente ed elegante... impeccabile e spassosa come il successo Freak like Me delle Sugababes".

## Video musicale
Il video, diretto da Anthony Mandler, comincia con l'aprirsi di un grosso portone, dove entra una Ferrari F430 rossa, che parcheggia all'entrata. Si apre lo sportello dalla parte del conducente da dove si vedrà uscire Rihanna con delle scarpe leopardate, maglia bianca che lascia scoperta parzialmente la schiena, pinocchietto verde, orecchini grandi a cerchio, un guanto rosso e occhiali a mosca, che toglierà subito dopo un breve tragitto verso le macchine (precedentemente si sono viste scintille e cumuli di automobili in disuso); poi comincia la canzone.
Durante la prima parte strumentale si vede Rihanna che compie vari lavori di squadra con altre ragazze nell'officina (staffette con chiavi inglesi, strofinacci etc..); poi posa gli occhiali a mosca su un ripiano e infila il precedente straccio nella parte posteriore del pantalone. Questa scena verrà solo alternata ad un'altra in cui si vede Rihanna che si dimena su un'auto del tutto ricoperta da vernice dorata; poi inizierà la parte cantata.
Mentre canta le prime strofe, Rihanna si dirige verso un'auto e riparerà il motore dal cofano anteriore con la chiave inglese, a questa scena succederà quella in cui Rihanna ancheggia nella parte posteriore della macchina d'oro e poi si ritorna alla scena della riparazione ed è qui che, dopo aver sistemato il motore dell'auto, toglie lo strofinaccio dal pantalone, lo lancia in aria, lo riprende e incomincia a lucidare l'auto, muovendosi in modo ammiccatorio; poi si gira, giocherella con lo straccio e poi lo sostituisce con un altro pulito ed è con quest'ultimo che incomincia a lucidare il cofano anteriore della sua Ferrari rossa.
Dopo una breve sosta vicino alla Ferrari, Rihanna torna alla precedente vettura mettendo lo strofinaccio al collo; una volta raggiunta la macchina la cantante dà un'ultima sistemata al motore e, in sincronia con le altre ragazze, chiuderà il cofano a ritmo di musica e canterà il ritornello; queste scene vengono abbastanza spesso alternate a quelle in cui Rihanna si dimena sull'autovettura verniciata d'oro.
Dopo la fine del primo ritornello, sul secondo ponte della canzone, si vede Rihanna che con un pantaloncino e un giacchetto vintage si dirige verso una zona ancora remota allo spettatore mentre dietro di essa si vedono cinque ragazze che seguono la stessa traiettoria di Rihanna; solo in seguito si vedrà che le ragazze sono dirette verso due automobili inattive, una blu a destra ed una arancione a sinistra.
Successivamente però le ragazze deviano e vanno ai lati della pista dove sono parcheggiate le vetture mentre Rihanna si porta al centro della pista e dopo vari flirt con gli automobilisti alza al cielo un fazzoletto (che non ha niente a che fare con il precedente straccio) e fa da apri-gara per i ragazzi, che al suo incitamento partiranno in una corsa sfrenata.
Questa scena viene alternata ad altre dell'officina e ad altre in cui si vede Rihanna che si dimena vicino ad una scala di legno con una maglia rossa. Dopo la partenza dei ragazzi la cantante si gira e guarda le auto perdersi nell'orizzonte.
Successivamente c'è un frenetico succedersi di scene inedite dell'officina, della scala e dell'auto dorata; solo dopo questi rapidi cambi di scena si vede Rihanna che, con un abito e accessori vari neri, canta in una band e si dimena a volte con l'asta del microfono, a volte senza. Fino alla fine del video si vedono delle scene inedite di Rihanna che ammicca allo spettatore sempre negli stessi luoghi: l'officina, con l'auto d'oro, vicino alla scala di legno e sul palco.
Il video si conclude con l'alternarsi rapidissimo di primi piani di Rihanna, fino a quando non si vedrà la cantante che guarda fisso lo schermo fin quando quest'ultimo non si oscura.
La première del video è avvenuta nel programma Total Request Live il 4 luglio 2007.

## Tracce
Singolo in vinile
1. Shut Up and Drive (The Wideboys Club Mix) – 6:34
2. Shut Up and Drive (Radio edit) – 3:32
3. Shut Up and Drive (Instrumental) – 3:32

CD singolo (Regno Unito)
1. Shut Up and Drive (Radio edit) – 3:32
2. Shut Up and Drive (The Wideboys Club Mix) – 6:36

## Formazione
- Rihanna – voce, cori
- Carl Sturken – tastiere, chitarre elettriche, basso elettrico, drum machine Roland TR-808, suoni aggiuntivi
- Evan Rogers – cori

## Classifiche

### Classifiche settimanali
| Classifica (2007) | Posizione massima |
| ----------------- | ----------------- |
| Australia         | 4                 |
| Austria           | 31                |
| Belgio (Fiandre)  | 9                 |
| Belgio (Vallonia) | 12                |
| Canada            | 6                 |
| Danimarca         | 33                |
| Finlandia         | 3                 |
| Germania          | 6                 |
| Irlanda           | 5                 |
| Italia            | 8                 |
| Norvegia          | 13                |
| Nuova Zelanda     | 12                |
| Paesi Bassi       | 7                 |
| Regno Unito       | 5                 |
| Stati Uniti       | 15                |
| Svezia            | 31                |
| Svizzera          | 14                |
| Ungheria          | 5                 |

### Classifiche di fine anno
| Classifica (2007) | Posizione |
| ----------------- | --------- |
| Australia         | 44        |
| Belgio (Fiandre)  | 76        |
| Belgio (Vallonia) | 71        |
| Paesi Bassi       | 55        |
| Regno Unito       | 32        |
| Stati Uniti       | 90        |
| Classifica (2008) | Posizione |
| Germania          | 68        |